# Barlanghy István
Barlanghy István (Temesvár, 1926. május 2.– ) pantomimművész, szakíró, tanszékvezető.

## Életpályája
Kisebb kísérleti csoportok után 1958-ban megalapította és 1965-ig vezette a Magyar Pantomim Stúdiót. 1957–1991 között színészeket tanított az Állami Bábszínház Művészképző Stúdiójában. 1969–1987 között az Artistaképző Iskola tanszékvezető pantomimtanára volt.

### Munkássága
A Magyar Pantomim Stúdió Magyarországon elsőként foglalkozott a pantomim elméleti és gyakorlati megalapozásával, önálló és alkalmazott formáival. A pantomim elméletével és történetével kapcsolatban számos szakcikket publikált. 1967-ben a The Imperial Society of Teachers of Dancing kiadó megjelentette oktatási könyvét, Mime Training and Exercises címmel, amely a Királyi Drámai Akadémia tankönyve.

## Könyvei
- Beszédes mozdulat (1973)